# Сигсон, Андрей Андреевич
Андрей Андреевич Сигсон (30 ноября 1840, Варшава — 1 июня 1907, Рыбинск) — рыбинский фотограф, один из первых российских фотохудожников.

## Биография
Родился 30 ноября 1840 года в Варшаве в мещанской польской семье. Провёл здесь детские и юношеские годы.
Заинтересовался фотографией в возрасте 14-15 лет и устроился работать помощником фотографа. Через два года открыл собственную дагерротипную фотографию в Уфе.
В 1860-х годах работал помощником фотографа С. Зимулина в Рыбинске. Вскоре стал его компаньоном, а после его смерти — владельцем фотосалона. Сохранилось множество выполненных в его салоне фотопортретов.
Помимо создания фотопортретов, Сигсон снимал постройку Рыбинско-Бологовской железной дороги, по заказу Министерства путей сообщения сделал около 40 снимков волжских судов, выполнял заказы пароходного общества «Самолёт», канатной фабрики М. Н. Журавлёва, фотографировал виды Рыбинска и окрестностей.
С начала 1870-х годов занимался микроскопическим фотографированием. Первым из российских фотографов стал снимать снежинки; всего им сфотографировано около 200 их форм. Для получения снимка снежинка ловилась на редкую сетку из шелковинок, затем помещалась под микроскоп при увеличении от 15 до 24 раз. Чтобы не растопить объект, приходилось охлаждать руки и дышать через трубку, отводящую воздух в сторону.
На Политехнической выставке 1872 года в Москве за первые свои результаты в области микрофотографии Сигсон получил Большую серебряную медаль. Его фотографии снежинок за несколько лет опубликованы им в «Журнале Русского физико-химического общества» за 1892 год, часть снимков была передана физическому отделению Русского физико-химического общества, часть экспонировалась на Московской географической выставке 1892 года. Микрофотографии Сигсона имели большой успех на IV фотографической выставке в Санкт-Петербурге в 1894 году, Всероссийской выставке в Нижнем Новгороде в 1896 году (впервые представлены более 80 снимков инея, изморози, снежной крупы), Парижской всемирной выставке 1900 года (получил золотую медаль, обойдя профессора Берлинского университета Густава Гельмана. Сигсон получал заказы из университетов Германии, Франции, Англии, Италии и Испании, его фотографии снежинок имели Киевский, Санкт-Петербургский и Московский университеты, Главная физическая обсерватория. Его работы попали в «Энциклопедический словарь» Брокгауза и Ефрона, различные научные сочинения и учебные руководства.
Постоянная работа с фотографиями привела к «ревматизму» пальцев рук. Рыбинцы не относились серьёзно к занятиям фотографа, считая их пустяками, мешающими зарабатывать деньги на портретных фотографиях. Андрей Андреевич умер от порока сердца 1 июня 1907 года в Рыбинске, и похоронен на Новогеоргиевском (Всехсвятском) кладбище; его захоронение сохранилось. Фотографий самого Сигсона не найдено.

## Семья
- Сын — Евгений-Леопольд (07.02.1876—?), также был фотографом, был директором носившего имя Андрея Андреевича отдела фотографии Рыбинского научного общества.
- Сын — Георгий (1883—1937), также был фотографом, кадровым офицером. Работая после 1917 года механиком в Рыбинском порту, снимал сцены из военной жизни, виды рек Волги, Шексны, Черёмухи, городов Рыбинска, Пошехонья, Москвы, Сергиева Посада, Углича[3]